# Stélios Vlavianós
Stylianós Vlavianós (grec moderne : Στυλιανός Βλαβιανός), souvent appelé Stélios Vlavianós (Στέλιος Βλαβιανός), né le 7 juillet 1947 à Athènes, est un compositeur, arrangeur musical grec membre de la SACEM-SDRM, de la SACD, de l'Union des compositeurs grecs, et du Syndicat national des auteurs et compositeurs (SNAC).

## Biographie

### Débuts
Son apprentissage musical commence à l’âge de 3 ans avec son père Stefanos Vlavianos, musicien à l'orchestre de la radio d’Athènes (tromboniste) et théoricien éclectique. À l’âge de 10 ans, il entre au Conservatoire National de Grèce (Ethnikon Odeion) dans la classe de piano de Maria Hatjopoulou, qui est alors considérée à Athènes comme la plus grande pédagogue en matière d'enseignement musical. Huit ans plus tard, un handicap visuel l'oblige à abandonner la carrière de pianiste malgré la déception de Maria Hatjopoulou et il se consacre définitivement à la composition.
Il est ensuite élève du musicien français Pierre Petit alors directeur de l'École normale de musique de Paris. Le Maître lui apprend le contrepoint, la fugue, l'harmonie, la composition et l'orchestration pendant plus d'une douzaine d'années avant de disparaître prématurément. Parallèlement, il est initié en théologie et en parapsychologie par le Père François Brune.

### Années 1970
Dans les années 1970, il compose des chansons pour des artistes tels que Demis Roussos, Shirley Bassey, Engelbert Humperdinck, Al Martino. Julio Iglesias interprètera Forever and Ever dans sa version anglaise à la fin des années 70 et Paul Mauriat présentera avec son orchestre des enregistrements des titres suivants : Forever and Ever en 1973 et From Souvenirs to Souvenirs en 1975. Sa chanson Forever and Ever fera le tour du monde et sera classée dans le Livre Guinness des records.
Il écrit la musique du feuilleton Le Jeune Fabre de Cécile Aubry pour TF1. Lui sont aussi confiées les orchestrations et direction d'orchestre dans les émissions de Maritie et Gilbert Carpentier sur TF1, notamment pour le danseur et comédien de West Side Story : George Chakiris. 
1973 : Il reçoit le prix de « Composition exceptionnelle » au Festival International de YAMAHA à Tokyo.
1976 : Le magazine anglais Music Week le nomme « Compositeur n°1 de l'année ».
1978 : Il publie un livre intitule « Guide sur l'Orchestration et l'Instrumentation » édité chez Chappel.
Certaines de ses pièces de musique de chambre ont été présentées par l'Orchestre de Chambre de Paris et de Normandie sous la direction de Pierre Duvauchelle, dont il fut l'étroit collaborateur. Il compose des pièces pour piano pour les concours de licence d'enseignement à l'École Normale de Musique de Paris et fait occasionnellement partie des membres du jury.

### Années 1980
Dans les années 1980, il présente, dans le cadre des activités culturelles de l'Union des Compositeurs Grecs, sa composition Psaume 148 pour piano, cor et ténor ainsi que Traces n° 5 pour Quatuor à cordes (qui figure sur un enregistrement comportant d'autres Quatuors à cordes réalisé pour le compte du Ministère de la Culture grec par la société AGORA en Italie, New Hellenic Quartet). À cette même époque, la Mutualité Française lui commande un ouvrage pour grand orchestre symphonique,  chœur mixte et solistes, intitulé Trilogie.
Il compose également à New York des pièces de musique expérimentale avec Fred Lipsius (saxophoniste et clarinettiste, membre fondateur du groupe Blood, Sweat and Tears).

### Années 1990 à aujourd'hui
Les années 1990 verront la sortie de deux ouvrages de musique sacrée, l'une consacrée au Mont Athos (Aghion Oros) la « Sainte Montagne » de l'orthodoxie, et l'autre, HRI, réalisé en collaboration avec Philippe Barraqué, spécialiste des voix tibétaines, et qui évoque un voyage initiatique basé sur le Livre des Morts tibétain. 
Il réalise des arrangements pour grand orchestre symphonique d'un grand nombre de mélodies de George Gershwin destinés à des représentations sous la direction de Lalo Schifrin.
Il compose la musique de Britannicus, production du Théâtre du Triangle, avec Françoise Fabian, pour le Festival d'Anjou, création à Saumur, et qui fera l'objet d'une série de représentations au Théâtre Alexandre Dumas à Saint-Germain-en-Laye et d'une tournée en France et en Belgique.
Il compose également la musique des Fabuleuses Aventures d'Ulysse interprétées par la tragédienne grecque Angela Sonne dans plusieurs théâtres en France.
En mai 1996, il écrit la musique du spectacle de Bruno Affray, La Mer des Sargasses, en corrélation avec la comédienne Céline Duhamel, sur des textes de Blaise Cendrars, au nouveau théâtre Mouffetard.
En 1999, la chorégraphe Blanca Li utilise un large extrait de son ouvrage Impressions de Grèce pour son spectacle Le Songe du minotaure .
Le pianiste français Yves Henry, Prix Schumann et professeur au Conservatoire de la Musique à La Villette, interprète en 2007 certaines de ses pièces pour piano.
Le 28 novembre 2023, il reçoit le titre de Citoyen d'Honneur de la ville de Vanves, en présence de son maire Bernard Gauducheau.

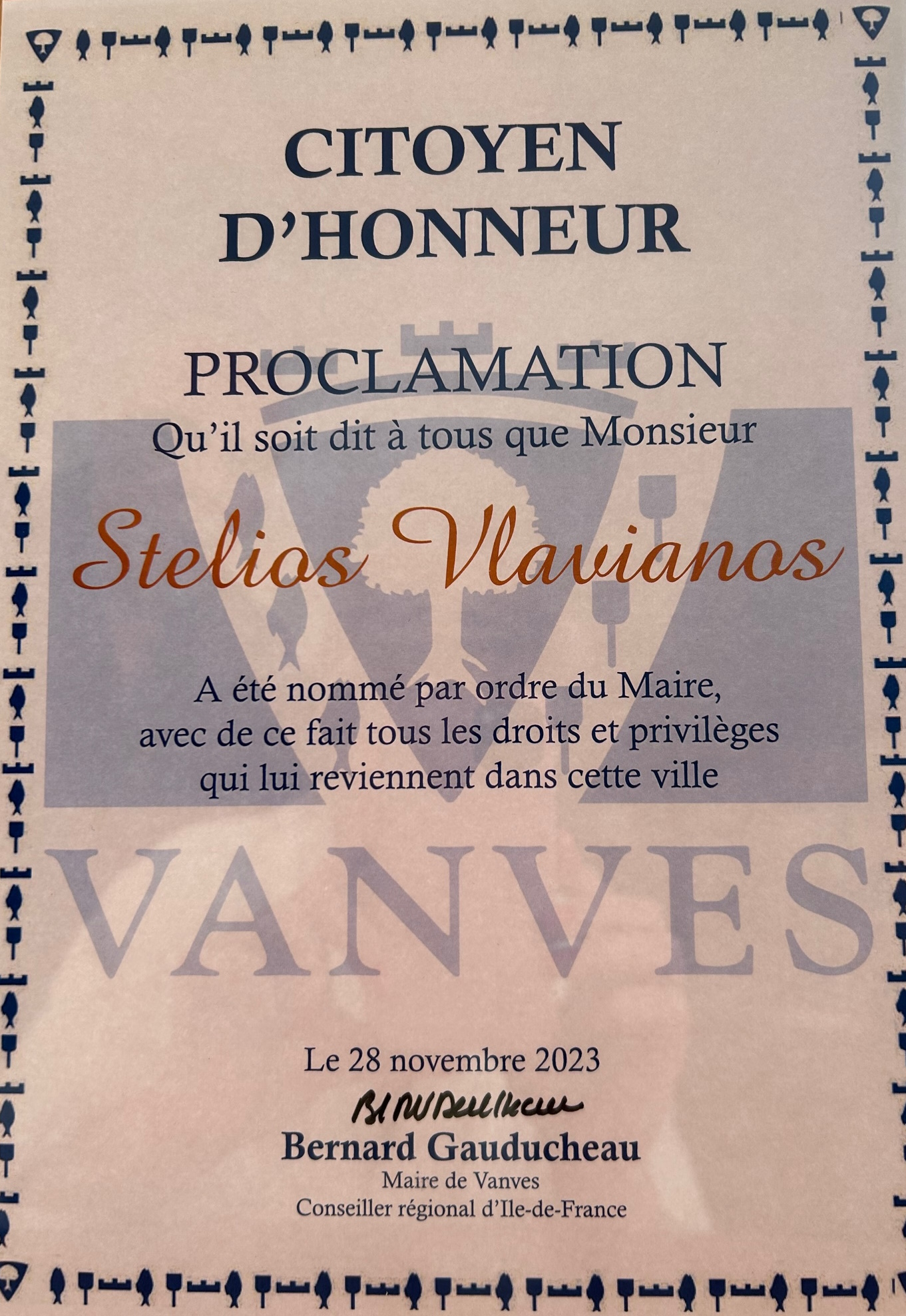
Diplôme de Citoyen d'Honneur de la ville de Vanves

## Discographie
- Impressions de Grèce : Pour grand orchestre, Vivi Kitsou (soprano) et petit chœur de femmes. Distribué par VICTORY/MUSIDIC

- Le Mont Athos : Pour grand orchestre, Dimitri Katakouzinos (Baryton) et chœur d'hommes. Distribué par Origins

- HRI : Pour orchestre et voix harmoniques tibétaines réalisées par Philippe Barraqué. Distribué par Universal (Collection « Musiques essentielles »)

- Traces N°5 : Pour quatuor à cordes. « New Hellenic Quartet ». Distribué par Agora

- Les Quatre Éléments avec Guy Leonard. VICTORIE/MUSIDISC - Collection  Horizons libres.

## Œuvres

### Ouvrages bibliques
1. Le Cantique des cantiques (Pour : 1 soprano solo  La Bien-Aimée, 1 baryton solo  Le Bien-Aimé, 1 baryton solo  Récitant, Grand Orchestre Symphonique, Texte hébraïque, Durée : 55 minutes environ)
2. Psaumes (Pour : Grand Chœur mixte, Texte latin, Durée : 10 minutes environ)
3. Psaume 148 * (À la mémoire de son ami Dimitri Kapsomenos) (Pour : ténor ou soprano solo, cor et piano, Texte latin, Durée : 14 minutes environ)
4. Via Crucis (Pour : solistes (voix),  chœur mixte et grand orchestre, Texte latin par le Père Claude Armand +, Durée : 50 minutes environ)
5. Magnificat (À la mémoire de son Maître Pierre Petit) (Pour : solistes (voix),  chœur mixte et grand orchestre, Texte latin, Durée : 20 minutes environ)
6. Symphonie de l'Apocalypse (Pour : solistes (voix),  chœur mixte, un récitant et Grand Orchestre, Texte français de William Laurent, Durée : 1 H 30 environ)
7. Stabat Mater (Pour : Grand Orchestre, Durée : 15 minutes environ)

### Ouvrages ésotériques
8. HRI - Voyage Tibétain,  (avec Philippe Barraqué) (POLYGRAM - Collection  Musiques Essentielles)
9. La Mascarade des ombres (Ballet) (Pour : solistes (voix),  chœur et Grand Orchestre, Texte français de William Laurent, Durée : 21 minutes environ)
10. Les Drapeaux (Pour : soprano solo, violoncelle solo et  chœur mixte, Texte français de William Laurent, Durée : 20 minutes environ)
11. Les Quatre Éléments (avec Guy Leonard) (VICTORIE/MUSIDISC - Collection  Horizons libres, Victorie)
12. RÉINCARNATION I (Pour : grand orchestre et séquence électronique)
13. TRANSFIGURATION COSMIQUE (À la mémoire de son ami Raymond SAINT SAËNS) (Pour : grand orchestre, chœur mixte et 4 solistes (S. A. T. B.)

### Ouvrages d’impressions
14. Impressions de Grèce (Pour : 1 soprano solo  chœur de femmes et grand orchestre, Texte grec interprété par Vivi KITSOU, Durée : 55 minutes environ, CD-VICTORIE/MUSIDISC)
15. Le Mont Athos (Pour : baryton solo,  chœur d hommes et grand orchestre, Texte grec interprété par Dimitri KATAKOUZINOS, Durée : 60 minutes environ, CD-EMI  Collection  ORIGINS)
16. Météores (Pour : baryton solo,  chœur mixte et grand orchestre + séquence électronique, Texte grec, Durée : 30 minutes environ)
17. Trilogie (Commande par la Mutualité de l'Aveyron) (Pour : 4 solistes (voix),  chœur mixte et grand orchestre, Texte français de William LAURENT, Durée : 45 minutes environ)
18. Traces n°3 (Pour : orchestre à cordes)
19. Traces n°5 (Pour : quatuor à cordes)
20. Traces n°7 (Pour : grand orchestre)
21. Réminiscences pour grand orchestre
22. Souterrains (Pour : Quatuor à cordes, Durée 10 minutes environ)

### Œuvres pour piano
1. Étude N°2  La double croche (Concours de licence d'enseignement École Normale de Musique de Paris.)
2. Un Grec à Paris (Concours de licence d'enseignement École Normale de Musique de Paris.)
3. Impromptu N°1
4. Impromptu N°2
5. Flâneries françaises  (recueil de 12 pièces)
6. Suite capricieuse
7. Pour un Monde Incroyable 1 (recueil de 12 pièces)
8. Sephiroth  (recueil de 10 pièces)
9. Kain und Job (recueil de 7 pièces)
10. Mémoires parisiennes (recueil de 15 pièces)
11. Le Candidat
12. Mani (3 petites pièces)
13. Caricatures 1 et 2 pour piano et violoncelle
14. L'Acacia (pour piano et orchestre)
15. La Grenade (pour piano et orchestre)

### Pour le théâtre
1. La Mer des Sargasses (Textes de Blaise Cendrars) interprété par Céline Duhamel
2. Britannicus (Textes de Racine) avec pour principal interprète Françoise Fabian, première au Théâtre Alexandre Dumas - St Germain en Laye
3. Les Aventures d'Ulysse (D'après Homère)
4. Le Moulin de la Farine Noire (avec Guy Léonard et réalisé par Jacqueline Canal en juillet 2001 au Château de Crevy à Veigy-Foncenex) voir http://www.veigy.mairies74.org/mairie/echo/echos2001/juin2001/moulin.htm

## Sources
- Stelios Vlavianos, « Stelios Vlavianos », sur www.eem.org.gr, 2008
- Lexique de la Musique Grecque (Rédaction Takis KALOGEROPOULOS - EDITIONS GIALLELI -  (ISBN 960-7555-07-4)) pages 374 et 375, en complément du « Lexique Musical d’Oxford » (- EDITIONS GIALLELI 1993).